# Plaute
|  | Per a altres significats, vegeu «Gai Rubel·li Plaute». |

Plaute (llatí: T. Maccius Plautus)  (Sarsina, 250 aC - Roma, 184 aC) va ser un autor còmic llatí d'entre els segles III aC i II aC.
Les dades sobre Plaute són escasses i poc segures. Els antics el feien originari de Sarsina, una ciutat de l'Úmbria (situada ara a la Romanya). Ciceró parla de Plaute i el fa mort durant la magistratura de Cató (184 aC). Un dels còdexs més antics, el Palimpsest Ambrosià, informa que el Pseudolus va ser representat l'any 191 aC. Els historiadors moderns situen el naixement del comediògraf al voltant de l'any 254 o bé del 251 aC a Sarsina, i la mort a Roma al voltant de l'any 184 aC. Tota la resta és incerta o llegendària.
L'erudit Varró li atribueix 21 comèdies. L'argument d'aquestes no és original, sinó que Plaute s'inspira en el ric repertori de la nova comèdia grega, fins i tot ell mateix ens diu el nom de l'autor que imita:
La trama de les comèdies plautines es pot reduir a un esquema molt simple: l'acció es concentra al voltant de la disputa de diners o bé d'una noia. La disputa es resol a favor d'aquell que ha fet més mèrits per merèixer-lo.
En les comèdies plautines, els personatges principals pateixen un seguit d'entrebancs per a aconseguir els seus objectius. Els més usuals són els que impedeixen l'amor entre dos joves: per culpa d'un rival (ex. Miles Gloriosus) o pel deler de guanyar diners que té l'amo de la noia (ex. Pseudolus) o perquè les diferents condicions socials dels enamorats impedeixen les seves noces (ex. Cistellaria). Sovint, l'adversitat es resol gràcies a l'agnitio, és a dir, el descobriment del veritable origen de la noia disputada que resulta ser una ciutadana lliure. No és estrany que sigui familiar d'algun dels personatges principals de la comèdia. Queda palès, llavors, que la noia ha estat segrestada per malfactors o pirates i que ha viscut com una esclava (ex. Poenulus). Totes aquestes situacions tòpiques procedeixen majoritàriament de comèdies de Menandre que Plaute combina hàbilment per crear noves obres: aquest procés es coneix com a contaminatio.
Les comèdies de Plaute han inspirat molts comediògrafs com Shakespeare i Molière. La pel·lícula Golfus de Roma va parodiar dues d'aquestes comèdies, Miles gloriosus i Pseudolus.

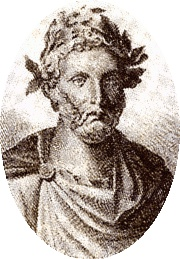
Plaute

## Biografia
Ben poca cosa se sap sobre la joventut de Titus Maccius Plautus. Es creu que nasqué a Sàrsina (una ciutat de l'antiga Úmbria) vora el 254 aC (o el 251, segons alguns estudiosos). Segons Morris Marples, Plaute treballà en teatres (de fuster, d'escenògraf) durant els seus primers anys. Gràcies a aquestes feines, potser, s'originà el seu amor pel teatre. Amb el temps, descobriren el seu talent com a actor i adoptà els noms de Maccius (un personatge secundari bufonesc de farses populars) i Plaute (que significa 'peus plans' o 'orelles planes' com les d'un gos). La tradició explica que acumulà força diners en un negoci nàutic, però que acabà anant-se en orris. Plaute hagué de treballar d'obrer manual i estudià drama grec —particularment, la comèdia nova grega de Menandre d'Atenes— durant el seu temps lliure. Els estudis li permeteren de crear les seves obres, publicades entre el 205 i el 184 aC. Plaute assolí gran popularitat i el seu nom esdevingué sinònim d'èxit teatral.
Les comèdies de Plaute són majoritàriament adaptacions dels models grecs per al públic de Roma, i sovint estan basades directament en dramaturgs hel·lens. Reescrigué texts grecs amb la intenció de donar-los un aire que atragués els romans. Les seves obres són de les més primerenques que ens resten intactes en la literatura llatina (tot i que, més pròpiament, potser, podrien anomenar-se adaptacions). Títols seus són Amphitruo, Asinaria, Aulularia, Bacchides, Captivi, Casina, Cistellaria, Curculio, Epidicus, Menaechmi, Mercator, Miles Gloriosus, Mostellaria, Persa, Poenulus, Pseudolus, Rudens, Stichus, Trinaummus, Truculentus i Vidularia.

## Context històric
Es pot entreveure el context històric en què Plaute escrigué, fins a un cert punt, en els seus comentaris sobre esdeveniments i persones contemporànies. Plaute fou un dramaturg de comèdies popular en la infantesa del teatre romà. Alhora, la República romana estava expandint el seu poder i influència per tot el Mediterrani.

### Plaute
Plaute va ser acusat en algunes ocasions d'ensenyar els valors de la indiferència pública i la paròdia dels déus. Això es deu al fet que, en moltes de les seves obres, alguns personatges es comparen amb els déus, ja sigui per honrar el personatge en qüestió o per fer-ne burla. Les referències als déus inclouen un personatge que compara una dona mortal a un déu, o l'afirmació que és preferible ser estimat per una dona que pels déus. Pirgogolinices, personatge de Miles Gloriosus, vantant-se de la seva llarga vida, diu que va ser nat l'endemà de Júpiter. En Pseudolus, Júpiter és comparat a Ballio, el proxeneta. No és estrany, tampoc, que un personatge insulti els déus, com en Poenulus i en Rudens.
En tot cas, els personatges que blasmen un déu solen ser de classe baixa, com un arlot; i això podria ser un recurs de Plaute per a menysprear els personatges i fer-los indignes. Els soldats són també ridiculitzats en moltes de les seves obres per aquest motiu i es considera més greu, ja que, en ser homes joves que representen una classe social més elevada, no haurien de menysvalorar els déus. Paràsits, arlots i cortesans preguen sovint als déus amb ben poca cerimònia. Tolliver defensa que el drama reflecteix i presagia el canvi social. És gairebé com si hi hagués més escepticisme sobre el déus en l'època de Plaute, el qual no va animar a blasmar-los, sinó que reflectia les idees del seu temps. Roma controlava els teatres, i les obres de Plaute podrien haver estat prohibides: va arriscar molt.

### Influència de Plaute en la comèdia
Plaute va ser el primer comediògraf que va saber adaptar les obres gregues a un context romà. Com destaca Vidal, Nevi havia deixat en evidència que el gènere havia de canviar de rumb si pretenia aclimatar-se a l'urbs de Roma. Nevi havia seguit el llegat del grec Aristòfanes, en el sentit que ambdós autors parlaven de l'àmbit públic i tractaven qüestions polítiques en les seves obres i, sobretot en el cas de Nevi, va tenir conseqüències. Plaute abandona aquestes idees i n'omet qualsevol al·lusió explícita, ja que l'objectiu últim de la seva comèdia era fer riure.
Cal destacar que tant Enni com Plaute no eren imitadors; van trasplantar a Roma gèneres nascuts a Grècia aclimatant-los a la moral romana i impregnant les seves obres amb les inquietuds patrioticomorals de la tradició. Amb aquest procés, van donar un impuls decisiu a la literatura de l'Urbs.

### La Segona Guerra púnica, la Guerra de Macedònia i la influència en l'obra de Plaute
La Segona Guerra Púnica tingué lloc entre els anys 218 i 202 aC i la seva fita culminant fou la invasió d'Itàlia per Hanníbal. M. Leigh ha dedicat un capítol extens sobre Plaute i Hanníbal Barca en el seu llibre Comedy and the Rise of Rome. Afirma que "les mateixes obres contenen referències ocasionals al fet que la república està en guerra...". Un bon exemple n'és un vers de Miles Gloriosus, que deu ser de la darrera dècada del segle iii aC, tot i que la data no n'és del tot clara.
Alhora, el general Publi Corneli Escipió Africà Major volgué oposar-se a Hanníbal amb un pla "molt del grat de la plebs". Plaute, aparentment, va arrenglerar-se amb ell al senat, guanyant-se el públic amb la idea del perill imminent i la crida a una lluita tàctica, intel·ligent. És raonable afirmar, per tant, que Plaute, com digué P. B. Harvey, tingué la voluntat "d'inserir [dins el seu teatre] al·lusions específiques fàcilment comprensibles pel públic" sobre la guerra. M. Leigh escriu en el seu capítol sobre Plaute i Hanníbal que "el Plaute que emergeix de la seva recerca és aquell que contínuament toca el punt més sensible del públic per al qui escriu".
Més tard, amb Hanníbal derrotat, Roma es va preparar per embarcar-se en una altra contesa militar, aquest cop a Grècia; aquesta va ser la Segona Guerra macedònica. L'inici de la guerra fou difícil a causa de les batalles recents i el cansament consegüent dels romans, que no estaven per vessar més sang. Com relata W. M. Owens en el seu article "Plautus' Stichus and the Political Crisis of 200 B.C., "hi ha l'evidència que fluïa ben endins un sentiment antibel·licista, que va persistir fins i tot després que es declarés la guerra." L'autor postula que Plaute intentà unir-se al sentiment del poble exalçant la victòria a la Segona Guerra púnica, però oposant-se a un nou conflicte. Així, els seus personatges de les germanes servicials i el seu pare semblen obsedits amb la idea d'officium, l'individu lleial ha d'actuar com cal. Els seus mots estan farcits de pietas i aequus, i lluiten per fer que el seu pare acompleixi el seu rol. El secundari paràsit d'aquesta obra, Gelasimus, té una relació de patró-client amb la seva família i ofereix fer qualsevol feina per tal d'arribar al final; Owens demostra que Plaute retrata les dificultats econòmiques que per a molts ciutadans romans representava la guerra.
Amb la repetició de la responsabilitat a la desesperació de la classe baixa, Plaute se situa ell mateix fermament al cantó del ciutadà romà mitjà. Tot i que no fa referència explícita a una possible guerra amb Grècia o a la guerra anterior (que podria ser també perillosa), sembla transmetre el missatge que el govern hauria de tenir cura de la seva pròpia gent abans d'emprendre noves accions militars.

## Influències de Plaute

### Nova comèdia grega
La nova comèdia grega és la que, temporalment, és més propera a l'època en què aquest gènere sorgeix a Roma. Tot i això, els primers autors còmics romans s'inspiren primer en l'antiga comèdia, i és Plaute qui es fixa més en els models més "nous" a l'hora de dur a terme les seves obres. La nova comèdia grega difereix molt de les obres d'Aristòfanes, autor més representatiu de l'antiga comèdia grega, 
ja que, segons Dana
F. Sutton, la nova "evita el contingut polític, social o intel·lectual"i "pot ser interpretada davant qualsevol mena de públic sense ferir susceptibilitats". Menandre, per tant, no assumeix el risc polític que sí que assumia Aristòfanes i l'antiga comèdia en general. Tanmateix, es para molta més atenció en la vida familiar i domèstica —cosa que els romans, incloent-hi Plaute, podien entendre perfectament i adaptar-ho a la seva obra.

### Relacions paternofilials en la nova comèdia i en Plaute
A diferència d'Aristòfanes, Plaute evità els afers polítics candents en les seves comèdies. Un tema principal de la nova comèdia és la relació entre pare i fill. Per exemple, en Dis Exapaton de Menandre, s'aprofundeix en la traïció entre diferents grups d'edats i d'amics. Les relacions entre pare i fill són molt fortes i el segon roman fidel al progenitor. Fins i tot quan no són el tema principal de l'acció pels personatges principals, aquestes relacions sempre hi són tractades. En Plaute, d'una altra banda, l'atenció se centra en la conducta correcta entre pare i fill, aparentment tan important en la societat romana en temps de Plaute.
Això significa, paradoxalment, la màxima diferència i semblança entre Menandre i Plaute. Tots dos s'ocupen de "situacions que tendeixen a desenvolupar-se al pinyol de la família". Tots dos, en llur obra, reflecteixen el patriarcat de la societat, en què aquestes relacions són essencials per al correcte funcionament de la llar. Ja no es tracta d'un tema polític com en l'antiga comèdia, sinó d'un de domèstic sobre les relacions i el capteniment de pares i fills. L'actitud a l'hora de tractar-los, però, sembla molt diferent, tan divergents com ho eren els respectius mons de Menandre i Plaute.

### Farsa
Els autors també difereixen en la manera com Menandre i Plaute escriuen les seves obres. William S. Anderson discuteix la versemblança de Menandre, contraposada a la de Plaute. En resum, Anderson defensa que Plaute és molt menys creïble que el company grec, ja que, en comparació, sembla una farsa. Troba Plaute un reflex de Menandre amb alguna contribució original, i assegura que això provoca la "incredulitat i el rebuig del públic". Això podria ser un reflex de la idea que els romans eren més favorables a satisfer la demanda de pur entreteniment dels espectadors en detriment de sensibilitats artístiques.

## Llenguatge i estil de Plaute
Encara que, com s'ha dit, Plaute feia obres de gust popular, no s'ha de creure que el seu talent era modest. Posseïa una extraordinària habilitat per a rescatar el color del llenguatge popular que es parlava tant al carrer com als mercats; hi abundaven els jocs de paraules, les expressions enginyoses i els efectes imprevistos. L'art de Plaute va aconseguir imposar-se; les seves comèdies tenien un final alegre. Plaute no dubtava a l'hora de riure's de l'esclau insolent que enganya el seu amo o del pare liberal i complaent que acaba en la ruïna. Cal destacar que tots aquests prototips eren més creïbles a Atenes que a Roma. Plaute reduïa els personatges fins a convertir-los en aquests prototips, per accentuar-ne el matís còmic i carregar-los de ridícul. Encara que estava condicionat per les obres gregues, la seva creativitat és evident, ja que afegia personatges propis; no feia servir recursos o elements propis del que es considerava una comoedia a Roma i, a més, les obres també tenien un aspecte didàctic: transmetien models de comportament positius i condemnaven (convertint-los en irrisoris) aquells models de conducta negatius.

## Temes i personatges
El dilema més comú que es presenta en les obres plautines era, com explica Segal, l'home jove que és amans et egens, és a dir, que està enamorat i és insolvent. Aquest sempre acaba recorrent a l'esclau intel·ligent per trobar la salvació. Plaute també tracta temes o aspectes de la societat romana que es consideren tabú: com el parricidi. Aquesta actitud per part d'un fill respecte als pares (sobretot al pater familias) és en la societat de l'època un acte criminal, i més tenint en compte que la societat romana estava formada per un patriarcat, la figura dels avantpassats era venerada i els més grans profundament respectats. El pare, doncs, tenia un absolut control del fill, cosa que podria degenerar en una rebel·lió per part del més jove. La figura de l'educador és també ignorada o maltractada de manera còmica. La dona, en l'obra de Plaute, es podria definir com una antítesi de personatges com Creüsa o Cornèlia, és a dir, una dona irritable, menyspreable, capritxosa i amb un gran nombre de connotacions negatives. També és molt important destacar la condició privada i civil dels personatges còmics de Plaute en contraposició als personatges tràgics.
Prototips (personae)
- El jove (adulescens): depèn directament del seu esclau. El jove està profundament enamorat de la virgo o la meretrix, però, tot i ser ric i jove, manca d'empenta i imaginació per a seduir-la; davant d'aquest problema, es veu obligat a demanar ajuda al servus callidus prometent-li la llibertat.
- El vell (senex): és avar i colèric; tot i això, té por de la domina i és enganyat pel servus callidus.
- L'esclau (servus): el paper d'esclau pot ser presentat de dues maneres diferents. Podem trobar-ne un tipus que desplega tot un ventall d'enganys i trampes (servus callidus) i que té una fixació per aconseguir la seva llibertat, en contrast amb un altre de molt servil i fidel al seu amo.

- La jove (virgo, puella, meretrix): és l'objecte d'enamorament de l'adulescens; el paper femení es pot presentar de dues maneres diferents:
  - La virgo i la puella es presenten com a simples trofeus; no tenen cap mena de personalitat ni vida intel·lectual, són totalment insípides.
  - Dins del paper de meretrix, trobem l'actitud fidel; espera el seu amant i li és lleial; i la professional, que és cobdiciosa i juga al mateix joc amb tots. La meretrix en escena es caracteritza per dur pentinats cridaners i robes grogues.

- La mare de la família (uxor, matrona): té mal humor, és cobdiciosa, avariciosa i té dominat el marit. Normalment, acostuma a ser econòmicament independent gràcies al seu dot.
- El paràsit (parasitus): mort de gana, fa qualsevol cosa per semblar lleial i alhora aprofitar-se d'un altre.
- El soldat fanfarró (miles gloriosus): egòlatra, vanitós, narcisista i poc intel·ligent, objecte de la burla de tothom.
- El lenó (leno): és odiós, cobdiciós, s'interposa entre l'amor del jove i la cortesana.
- El banquer (trapezita, danista).
- El cuiner (coquus).

## Obres
(En parèntesi el nom en llatí:)
- La comèdia de l'olla (Aulularia)
- La comèdia dels ases (Asinaria)

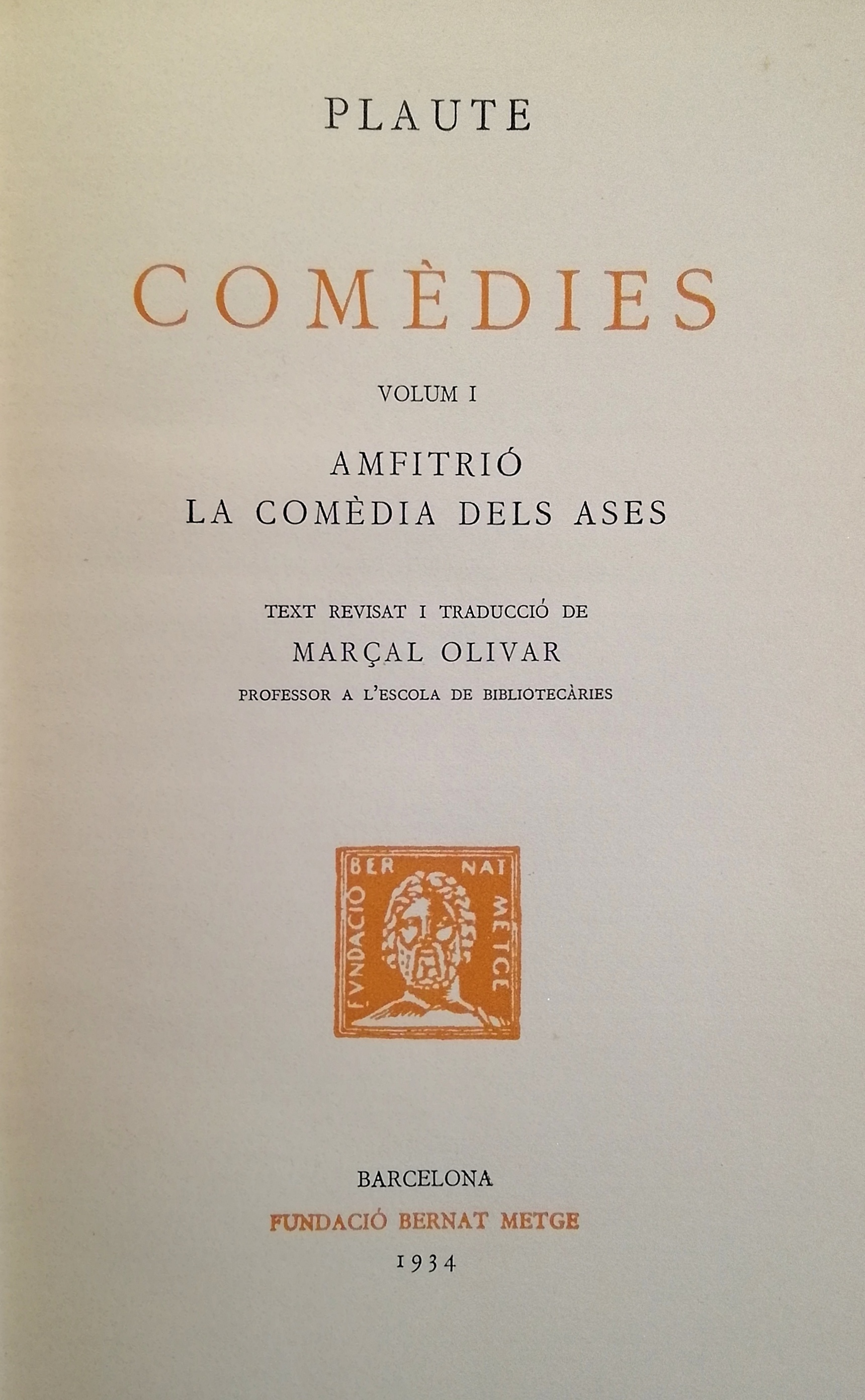
Amfitrió (Amphitruo) i La comèdia dels ases (Asinaria) de Titus Maccius Plautus, traducció llatí/català, dins el volum I de Comèdies, publicat a Barcelona dins la col·lecció Fundació Bernat Metge l'any 1934

- La comèdia del cistell (Cistellaria)
- La comèdia del bagul (Vidularia)
- La comèdia del fantasma (Mostellaria)
- Les tres monedes (Trinummus)
- Truculent (Truculentus)
- L'escota (Rudens)
- Psèudol (Pseudolus)
- Els captius (Captivi)
- Càsina (Casina)
- Els bessons (Meneachmi)
- El corc (Curculio)
- Epídic (Epidicus)
- El comerciant (Mercator)
- El soldat fanfarró (Miles gloriosus)
- El persa (Persa)
- El cartaginès (Poenulus)
- Les baquis (Bachides)
- Amfitrió (Amphitruo)
- Estic (Stichus)

## Traduccions catalanes
- Obres Completes, traducció de Marçal Olivar. Barcelona: Fundació Bernat Metge, 1934.

- Els bessons, traducció d'Esther Artigas. Martorell: Adesiara, 2012.[21]
- El soldat fanfarró, traducció d'Esther Artigas. Martorell: Adesiara, 2018.[22]
- Mostel·lària, una de fantasmes, traducció d'Esther Artigas. Martorell: Adesiara, 2023.[23]

## Posteritat de Plaute
Plaute va dominar l'escena teatral romana des del 215 aC, any del seu primer èxit escènic, fins al 184 aC. Durant el classicisme dels últims anys de la república i de l'època d'August, la seva popularitat cau enfront de la influència de grans poetes del moment. En general, durant l'edat mitjana, va destacar més el to sentenciós de Terenci que la comicitat de Plaute i, encara que es coneixia, va passar molt desapercebut.
És a partir del Renaixement que torna a ser llegit i representat i les seves obres exerceixen una gran influència dins del teatre anglès del segle xvi. Tant és així, que Shakespeare no sols utilitzà un tipus de criat creat per Plaute en la seva Comèdia dels errors sinó que també basa l'argument en l'obra plautina Manaechmi. En El mercader de Venècia, Shakespeare també es basa en l'obra de 
Plaute. El personatge de L'avar de Molière, recorda també el personatge Euclió de l'Aulularia de Plaute. A més, aquest mateix autor escriu L'amfitrió a partir de l'obra homònima de Plaute. Val la pena dir que, a partir de l'obra de Molière,els noms d'Amfitrió i Sòsia es van convertir en noms comuns que designaven, respectivament, qui rep un hoste a casa seva i qui és el doble d'una altra persona.
Durant el barroc, a l'estat espanyol, l'obra de Plaute influeix en Lope de Vega i la seva obra El palau confús. Aquest mateix autor mostra el coneixement de les obres plautines en l'Art nou de fer comèdies. També influencia altres obres d'autors barrocs espanyols com Calderón de la Barca.
Durant el segle xviii, en el neoclassicisme, Leandro Fernández de Moratín recull de Zorrilla el personatge plautí del senex amator en la seva obra El sí de las niñas. En els segles posteriors, Plaute influeix en moltes de les obres còmiques.
Plaute arriba fins i tot al món del cinema, influint pel·lícules com les comèdies musicals Amphitryon de Reinhold Schünzel i Golfus de Roma, estrenada a Broadway com a obra teatral musical i després portades al cinema per Richard Lester. També es veu la influència en Woody Allen: en Poderosa Afrodita, es donen diverses referències a situacions i personatges de les obres plautines. També la comèdia Un, dos, tres de Billy Wilder té una estructura i un tractament dels personatges molt típics de Plaute. Per acabar, també la pel·lícula Hélas pour moi, del conegut director francès Jean-Luc Godard, s'inspira en una obra de Plaute: Amfitrió.